# کهنه گوراب (فومن)
کهنه گوراب ، روستایی از توابع بخش مرکزی شهرستان فومن در استان گیلان ایران است.

## جمعیت
این روستا در دهستان رودپیش قرار دارد و براساس سرشماری مرکز آمار ایران در سال ۱۳۸۵، جمعیت آن ۶۷۵ نفر (۱۸۵خانوار) بوده‌است.